# Maria Leibetseder
Maria Leibetseder (* 31. August 1901 in Traun, Oberösterreich; † 29. September 1978 ebenda) war eine österreichische Politikerin (SPÖ).

## Leben
Maria Leibetseder genoss eine nur einfache Schulbildung. Nach sechs Klassen Volksschule fand sie Beschäftigung als Arbeiterin in einer Textilfabrik. Erst in späteren Jahren holte sie den Bürgerschulabschluss nach.
Ab 1919 engagierte sie sich in der SdP, dem Vorläufer der heutigen SPÖ. 1924 wurde sie Gewerkschaftssekretärin der Textilarbeiter; den Job verlor sie jedoch während der Weltwirtschaftskrise, im Jahr 1929. Danach war sie 10 Jahre lang,  bis 1939 arbeitslos. Ab 1939 fand Leibetseder Arbeit als Buchhalterin, ehe sie 1945 im Gemeindeamt Traun als Kassenleiterin Verantwortung übernahm.
Im November 1955 wurde sie in Wien als Mitglied des Bundesrats vereidigt, welchem sie 12 Jahre lang, bis November 1967, angehören sollte.